# Resolució 2201 del Consell de Seguretat de les Nacions Unides
La Resolució 2201 del Consell de Seguretat de les Nacions Unides fou adoptada per unanimitat el 15 de febrer de 2015. El Consell va exigir als rebels houthis que havien pres el poder al Iemen es retiressin i alliberessin el president, el primer ministre i altres funcionaris que mantenien sota arrest domiciliari.

## Contingut
El Consell va condemnar les accions unilaterals dels houthis, que havien dissolt el parlament i es van fer càrrec de les institucions governamentals i dels mitjans estatals. En fer-ho, havien col·locat al president Abd Rabbuh Mansur Al-Hadi i al primer ministre Khalid Bahah sota arrest domiciliari. Havien de retirar-se de les institucions governamentals (també de la capital de Sanaa) i mantenir els detinguts fora de perill.
Totes les parts havien de cessar les hostilitats contra la població i el govern legítim i lliurar les armes lliuressin als serveis de seguretat. Va cridar a altres països a no intervenir de manera que fomentin el conflicte.
A causa de l'estat del país, calia ajuda humanitària urgentment. Al Qaeda també es va beneficiar de la situació per dur a terme atacs.
Com a resultat, el procés de transició política al Iemen era en declivi. Es va cridar a totes les parts i els houthis en particular, a restablir la iniciativa del Consell de Cooperació del Golf, les decisions posteriors a la Conferència de Diàleg Nacional i les negociacions moderades per l'ONU i, entre altres coses, redactar una nova constitució i celebrar eleccions.